# Ahogy tetszik (színmű)
Az Ahogy tetszik és a Vízkereszt, vagy amit akartok Shakespeare vígjátékírói művészetének csúcsa. A két mű az úgynevezett „nagy vígjátékok” közé tartozik, melyeket közvetlenül a nagy tragédiák sora követ. Shakespeare nagy vígjátékait „romantikus vígjátékoknak” is nevezik, mivel a szerelem központi helyet foglal el bennük, és helyenként érzelmi színezetű lírai elemeket tartalmaznak. „Egyúttal jelen vannak […] azok a határozottan realisztikus tendenciák is, amelyek az érzelmek kultuszát ellensúlyozzák, s azok a racionális kritikai mozzanatok, amelyek nemegyszer paródiává, szatírává erősödnek. Páratlan egyensúly valósul meg így: a leglíraibb – de a konvenció révén részben le is járatott – érzelmek éppen emez ellenkező tendenciák segítségével érik el tartalmasságukat és hitelességüket, de kapják meg egyben korrekciójukat is”.
Az Ahogy tetszik jól példázza ezt a kettősséget: keresztül-kasul van szőve iróniával, és a szerelem kibontakozása és átélése együtt szerepel benne a szerelem „antiromantikus” kritikájával. A darab cselekményében háromféle szerelmet is megismerhetünk. Az egyik szerelmespárt Próbakő és Juci alkotja, akik leginkább a szerelem szexuális vonatkozásait részesítik előnyben. Ők a testi szerelmet képviselik. A másik vidéki szerelmespár Silvius és Phoebe kettőse. Ők a „plátói” szerelmet testesítik meg a rideg úrnő és a vérző szívű imádó sztereotip szerepében. Olivér és Célia a „villámgyors” szerelem képviselői, akik gyors egymásra találásukkal mintegy kifigurázzák a pásztori szerelem hosszadalmasságát. A darab legfőbb szerelmespárja Rosalinda és Orlando, akik az előzőleg említett hagyományok eszköztárából válogatva „kikölcsönzik” a nekik tetsző elemeket.

## Cselekménye

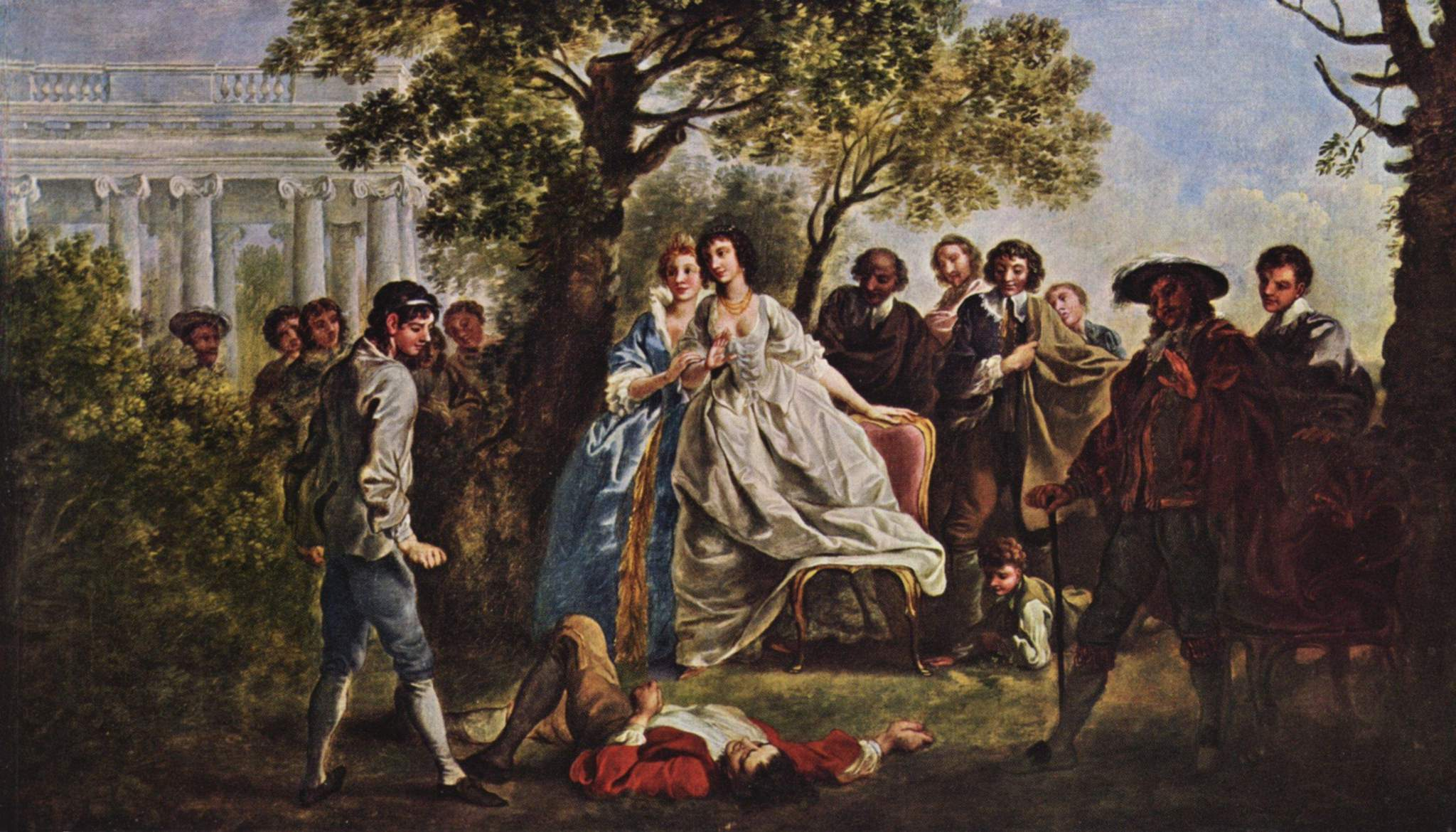
Francis Hayman: Ahogy tetszik, 1750 körül

Orlandót, a fiatal, erős fiút gonosz bátyja, Olivér, apjuk halála után egy díjbirkózóval akarja megöletni. Miután Orlando legyőzi a birkózót, Olivér elűzi a birtokról. Rosalinda és Célia, a két kisasszony végignézi a birkózást, Rosalinda szerelmes lesz Orlandóba, így férfiruhába öltözik, majd álnéven követi Célia és Próbakő társaságában. Az erdőben Orlando és hű szolgálója, Ádám találkozik a száműzött Herceggel, aki kíséretével az erdőben vadászatból él, Rosalindáék vesznek maguknak egy házat.
Az erdőben Rosalinda (ekkor már fiúruhában) szerelmi praktikákkal gyógyítja a szívbeteg Orlandót, aki modoros, gyenge versikéivel tudatja a világgal, hogy szereti Rosalindát. Hosszas játékuk végén Rosalinda felfedi kilétét és feleségül megy Orlandóhoz. Célia a megjavult Olivér hitvese lesz, Próbakő elveszi Jucit, az együgyű parasztlányt, míg a felfuvalkodott Phoebe, aki korábban a fiúruhás Rosalindába volt szerelmes, kénytelen elfogadni Silvius, az egyszerű pásztor szerelmét.
A megjavult Olivér és a méla Jaques az erdőben maradnak, a száműzött Herceg és kísérete visszatér birtokára.

## Szövege és stílusa
A darabnak már a címe is titokzatos: As You Like It – Ahogy tetszik. Kíváncsiságot ébreszt a közönségben, de semmit sem árul el; örömöt ígér, de megfékezi a túlzó elvárásokat; és finoman kéri a közönség tetszését, utalva arra, hogy a tetszés e komédia esetében mennyire fontos. Keletkezéséről és szövegéről viszonylag sokat tudunk: az Ahogy tetszik szövege a többi ránk maradt textushoz képest jó, világos és rendezett, a mai szerkesztőknek kevés problémát okoz. H.J. Oliver szerint „az egyik legjobb a Shakespeare-kánonban.” A szöveg gondosan felvonásokra és jelenetekre van osztva, a névmegjelölések következetesek, a szöveg tartalmazza a dalok strófáit is. Először az 1623-as Fólióban jelent meg. A darab keletkezésének dátuma minden kétséget kizáróan 1599. Minden jel egyértelműen erre a dátumra utal, különösen a korabeli eseményekre való utalások.
A vígjáték Thomas Lodge Rosalynde. Euphues Golden Legacie című elbűvölően szellemes pásztorregénye alapján íródott, Shakespeare azonban csak a neki tetsző részleteket tartotta meg, majd kiegészítette saját kritikus látásmódjával és saját szereplőivel: Le Beau-t, Próbakőt, Jucit, Vilit, Jaques-ot és Amiens-t Shakespeare képzelőereje tette hozzá Lodge történetéhez.
A dráma szövege az érett és gyakorlott drámaíró stílusát idézi. A nagy shakespeare-i vígjátékokra általában jellemző a bonyolultság: a cselekmény több szálon fut, a mondanivaló mélyül, a nyelvi formák tömörebbé, bonyolultabbá válnak, a képes kifejezés elveszti ékítmény jellegét és egyre szervesebben igazodik a cselekményhez. A próza mind nagyobb teret hódít magának; emellett a blank verse költőibb és természetesebb lesz, felveszi az élőbeszéd ritmusát.
A darab talán legtöbbet idézett része Jaques nagymonológja (II. felvonás 7. szín), Szabó Lőrinc fordításában:
„Színház az egész világ,
És színész benne minden férfi és nő:
Fellép s lelép: s mindenkit sok szerep vár
Életében…”

## Tagolása
A darab alapvetően két részre osztható. Az első részt az igazságtalanság, félelem, elnyomás és hálátlanság eszméje hatja át a zsarnok testvéreknek köszönhetően. Nem csoda, hogy aki csak teheti, és akinek lelkiismerete van, áttelepül az erdőbe. „Ilyen országban nem lehet szeretni, sem élni” – összegez Géher István. A darab második részében – az erdőben – az első felvonásban meglepően takarékos formában bemutatott morális kérdésekről a szereplők viselkedésére, jellemzésére, a cselekvésről a helyzetekre és az attitűdökre kerül át a hangsúly. Negatív fényben tűnik fel a civilizált udvari berendezkedés, ahol gonoszság, hatalomvágy és árulás az úr, s vele szemben vonzó alternatívaként jelenik meg a szabad természet pásztori egyszerűsége, ahol jóság, egyenlőség és boldogság uralkodik. Az erdő Shakespeare-nél menedékké válik, ahová többé-kevésbé szándékosan mennek a száműzöttek, egyfajta „visszatérés az aranykorba,” ahogy Jan Kott jellemezte.

## Szereplők

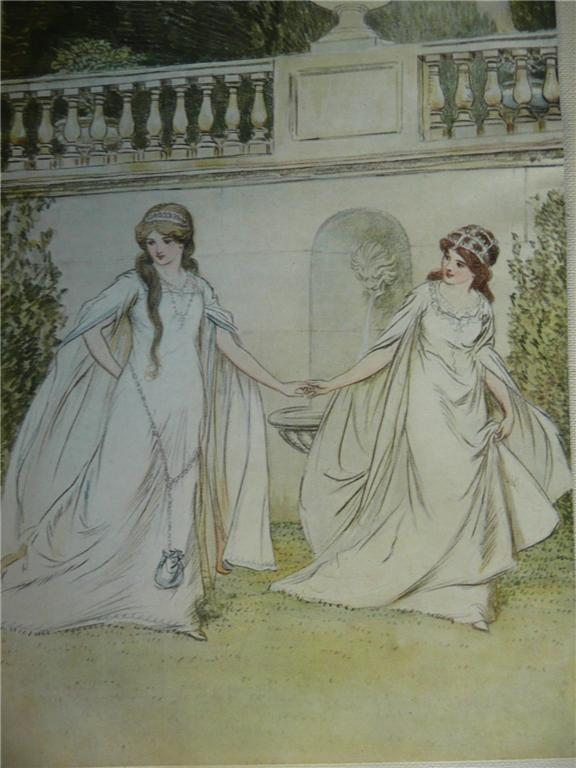
Rosalinda és Celia, Hugh Thomson illusztrációja, 1909

A szereplők közül kimagaslik Rosalinda, Shakespeare legerősebb és legvonzóbb női karaktere. Teljes mértékben ő az irányító, a cselekvések motorja, a „domináns karakter,” akinek alapvető szerepe az, hogy elősegítse választottjának az érettség minél gyorsabb elérését. Rosalinda egyértelműen a dráma központi alakja, az összes szó több mint negyede az ő szájából hangzik el, és összesen 201-szer szólal meg a drámában, amivel messze megelőzi a többi szereplőt.
Az ő párja Orlando, aki tulajdonképpen nem más, mint egy angol népmesei hős: a mesék legkisebb fiúja. Erős, bátor, önzetlen, szimpatikus fiatalember, aki néha hajlik a meggondolatlanságra, lobbanékonyságra; esetenként naiv és önfejű, mégis igazi romantikus hős, aki méltónak bizonyul arra, hogy Rosalinda párja legyen. Orlando Rosalinda után a második leggyakrabban megszólaló karakter, összesen 120-szor szólal meg a drámában.
Rosalinda női párja Célia, az igaz barátnő, aki tulajdonképpen Rosalinda visszafogottabb alteregója is lehetne; az udvarban még ő az aktívabb, az erdőben háttérbe vonul.
Próbakő – eredeti nevén Touchstone – Shakespeare első bolondja, aki tudja, hogy bolond és bolondnak is akar látszani. Próbakő funkcionális szereplő, az az egyetlen dolga, hogy játssza a bolondot, saját személyisége tulajdonképpen nincs. Eszmefuttatásai gyakran értelmetlenek és nonszenszek, nyelvi humor, könnyű gondolatok látszólag súlyos mezbe burkolása jellemzi. A vígjáték romantikus részében azonban fontos szerep jut neki: ő az, aki kritikával illeti a féktelenül burjánzó érzelmességet, ezzel segítve a drámát a végkifejlet felé. Egyébként földhözragadt típus, azt szerzi meg, amit olcsón megkaphat.
Párja, Juci, igazi falusi lány, buta és műveletlen, inkább karikatúra, mint hús-vér szereplő, éppúgy, mint Vili vagy Csűrcsavar Olivér, a pap.
A darab egyik legfontosabb szereplője a szomorú Jaques. Jaques melankolikus fickó, ami onnan eredhet, hogy a túlérzékenység, a gondolatokba merülés a XVI. század végén nagy divat volt, az érzékeny, gondolkodó ember jele egy veszélyekkel teli átmeneti korban. A darabban ő a kívülálló, a kommentátor, a kritikus hang, akinek fontos feladata, hogy észhez térítse a nézőt vagy az olvasót: nem biztos, hogy igaz, amit lát. Jaques maga is egyfajta bohóc, aki természetes párja Próbakőnek.
A darab további szereplői az Idős Herceg, aki régimódi figura: ő testesíti meg az összhang eszményét. Közhelyszerű hasonlatokban beszél, érzései mesterkéltnek tűnnek – bár szavai szerint felismeri a kényszerűséget és elfogadja az erdei életformát, de amint tud, visszatér az udvarba. Le Beau az udvari élet mesterkéltségét jeleníti meg. Corinnus, Phoebe és Silvius a darab pásztori szereplői: Corinnusban megragadó a természetes méltóság, az egyszerű bölcsesség, amit a karakter sugároz; ő az egyszerű élet szószólója. Phoebe egy hidegszívű szűz, aki makacsul elutasítja Silviust, mert azt hiszi, hogy a szerelem rossz; később ő maga is szerelmes lesz, és a sors iróniája, hogy pontosan úgy kezd viselkedni, mint az általa addig lenézett Silvius, a pásztori szerelmes sztereotip figurája, aki elég nevetségesnek hat túláradó szerelmességével.

## A darab színházi pályafutása
Az Ahogy tetszik keletkezése óta sikeres darab. Feltételezések szerint az 1599-ben megnyíló Globe Színház számára íródott. 1600-ban bekerült a Stationers’ Register-be, a londoni könyvárusok jegyzékébe, mint ki nem adható darab, ami feltehetőleg arra utal, hogy sikeres volt és pénzt hozott a színháznak. Shakespeare halála után sokáig nem került színre eredeti formájában, csak erősen átírva, és 1740-ig kellett várni, hogy az eredetihez nagyjából hasonló formában újra színre kerüljön. Ezután – a XVIII. és XIX. században – népszerű darab volt, főleg azért, mert Rosalinda jó szereplehetőséget biztosított fiatal és szép színésznőknek. Az igazi teljes szöveg 1896-ban került színre. Magyarországon az Ahogy tetszik 1938-ig szinte ismeretlen volt; modern, jó minőségű fordítását Szabó Lőrinc készítette el először.

## A magyar fordítások története
Az Akadémia által 1831-ben fordításra kijelölt 22 darab között az Ahogy tetszik nem szerepelt. A darabot Németországban sem játszották, sem az irodalom, sem a színház nem ismerte – nyilvánvaló, hogy kisebb, jelentéktelen darabnak tartották. A mű magyarításának terve a Kisfaludy Társaságban merült föl először. Fordítót azonban nehezen találtak; Tóth Lőrinc, aki elvállalta, hogy 1864-re elkészíti fordítását, befejezetlenül hagyta munkáját.
A feladatot ezek után egy megbízhatóbb tag, Rákosi Jenő vállalta magára, aki 1869-re el is készítette a darab átültetését. Rákosi fordítása A hogy tetszik címen jelent meg 1870-ben az első összkiadás X. kötetében (Fejes István Troilus és Kressidájának társaságában). Szövegének prózai részei kiválóak, de versei gyengék; csonka szavak, kitekert mondatok jellemzik. A fordítás ezzel együtt a XIX. századi fordítások között átlagosnak mondható.
A darab után nem kapkodtak a színházak: 1900-ig mindössze háromszor adták a kolozsvári színházban (1886-ban és 1894-ben). A dráma sikertelenségére magyarázat lehet, hogy a darabnak más Shakespeare drámákhoz képest „nincs gazdag, folyton fejlődő és a közönségét feszültségben tartó cselekvénye.” Rákosi Jenő 1916-ban (tehát több, mint négy évtized után) teljesen átdolgozta fordítását. Második fordítása össze sem mérhető a korábbival, ennek ellenére egyenetlen színvonalú.
Szabó Lőrincet 1938 nyarán kérte fel Németh Antal, hogy a Nemzeti Színház számára fordítsa le Shakespeare eme remekművét, mert úgy érezte, hogy Rákosi Jenő fordítása „eltakarta Shakespeare-t.” A fordítás szövege 1938-ban nyomtatásban is megjelent a Singer és Wolfner kiadónál, majd kisebb változtatásokkal bekerült az 1948-as Franklin-féle Shakespeare-összesbe. Ezt a változatot mutatták be 1949-ben. Az 1954-es rádióelőadásban és a Faluszínház előadássorozatában már az 1954-ben kijavított, átdolgozott fordítást használták, amely az 1955-ös nagy Shakespeare-kiadásban is megjelent, ismét kisebb változtatásokkal.
A darab legújabb, abszolút a mai színház igényeire szabott fordítását Nádasdy Ádám készítette el 2006-ban. Az új fordítás megjelenése óta több színházban is bemutatták a darabot.